# Naszir ol-Molk-mecset
A Naszir ol-Molk-mecset (újperzsa nyelven: مسجد نصیر الملک Maszdzsed-e Naszir ol-Molk), vagy más, közismertebb néven a Rózsaszín mecset (مسجد صورتی Maszdzsed-e Szurati) hagyományos mecset Irán Siráz városában. A mecset a Gaud-i Arabán negyedben található, nem messze a Sáh Cserág-mecsettől, amely egyben temetkezési hely is. A mecset még a Kádzsár-dinasztia idején épült.
A mecset falait és homlokzatát színes mintázatok és felületek alkotják és további hagyományos elemek is megjelennek, mint például az „öt homorú” kinézet. A Rózsaszín mecset nevet arról kapta, hogy a belső tereket díszítő csempék színezete túlnyomórészt a rózsaszín és vörös valamely árnyalatát tartalmazza.
A mecsetet 1876 és 1888 között építette a helyi előkelőségek közé tartozó Mirza Haszan Ali Naszir ol-Molk. Tervezői Mohammad Haszan építész és Mohammad Reza csempekészítő voltak.

## Galéria

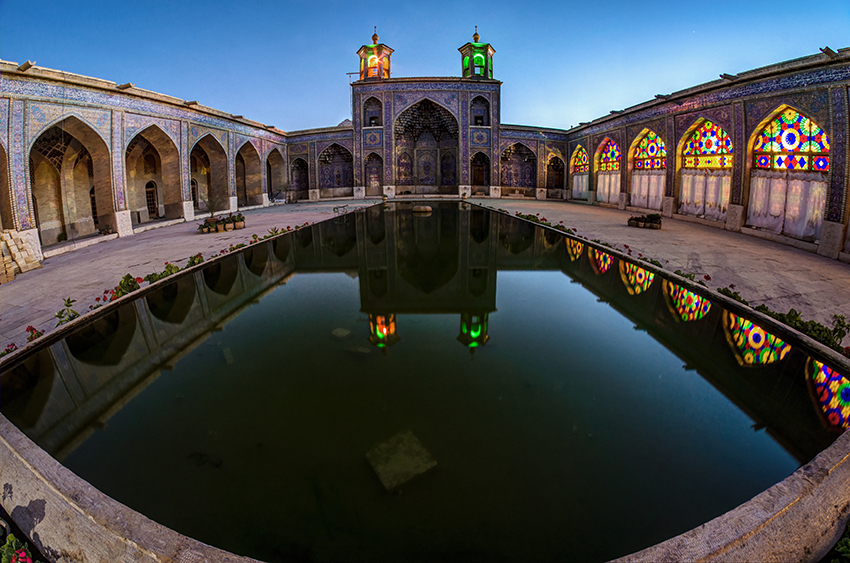
Belső udvar
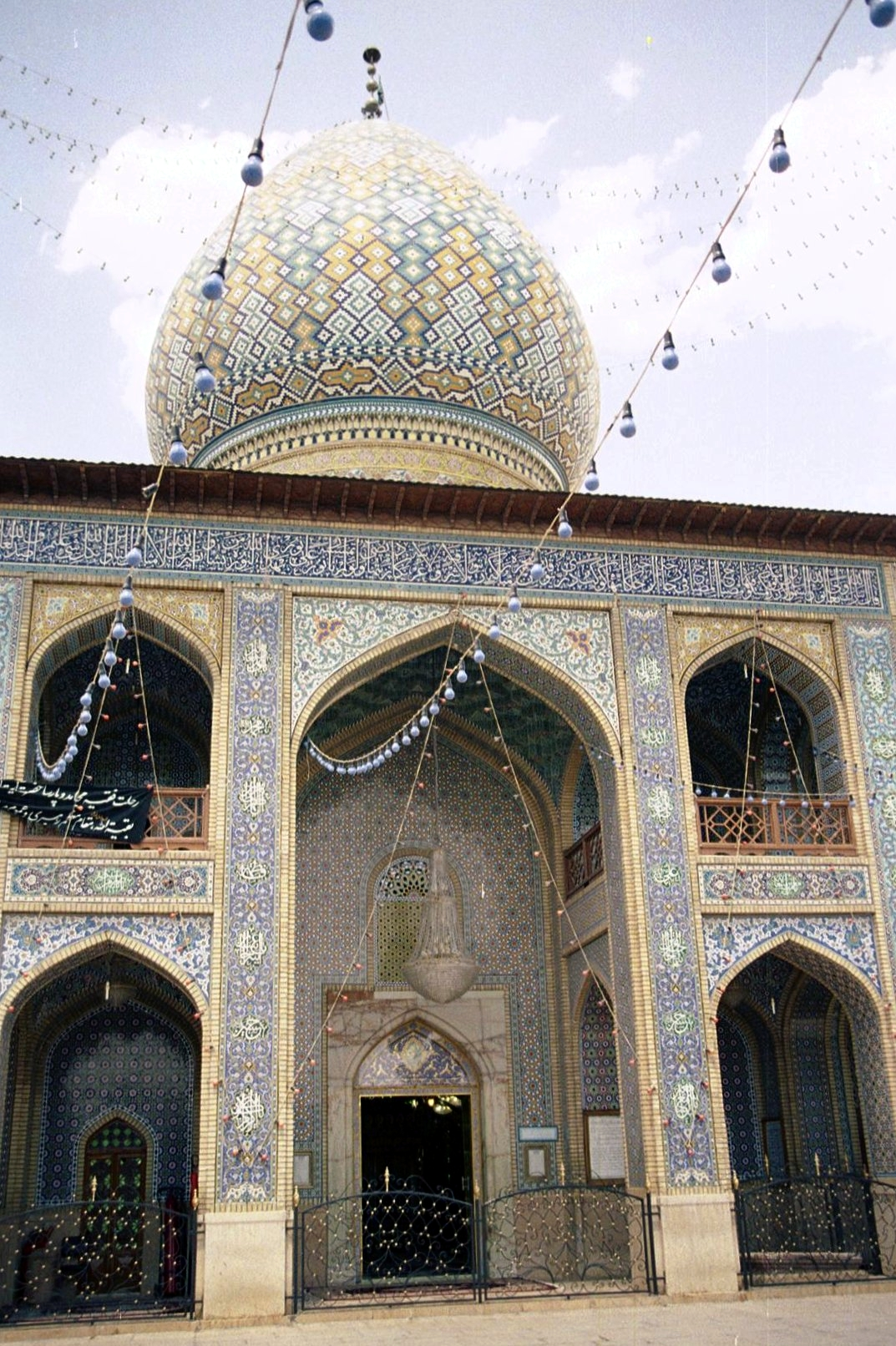
Bejárat
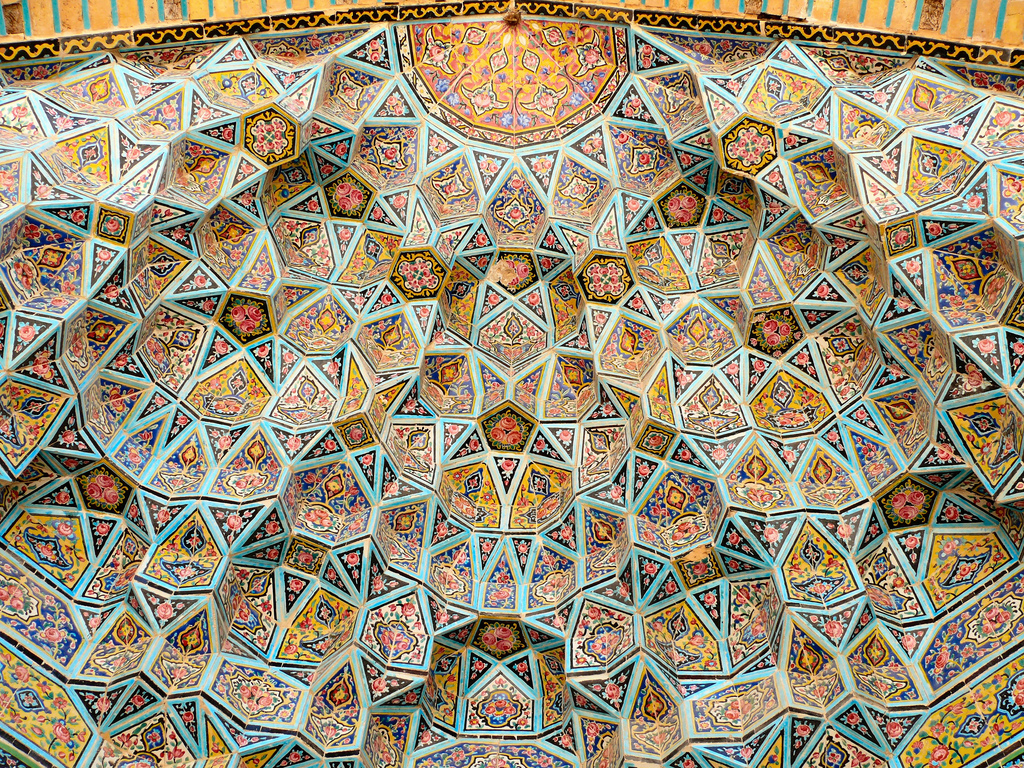
Az egyik ív díszítése
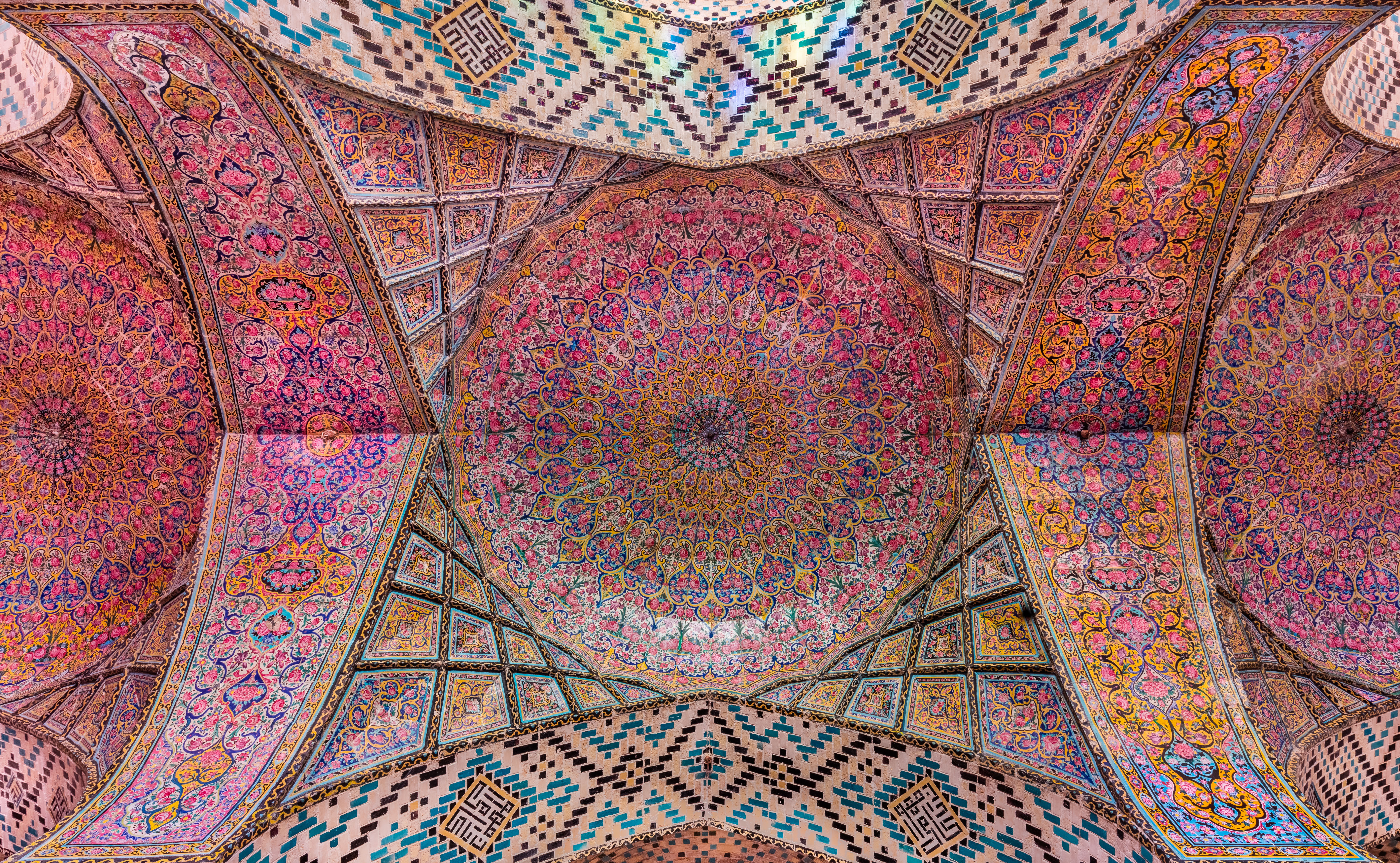
A Naszir ol-Molk-mecset kerámiadíszes belső felülete
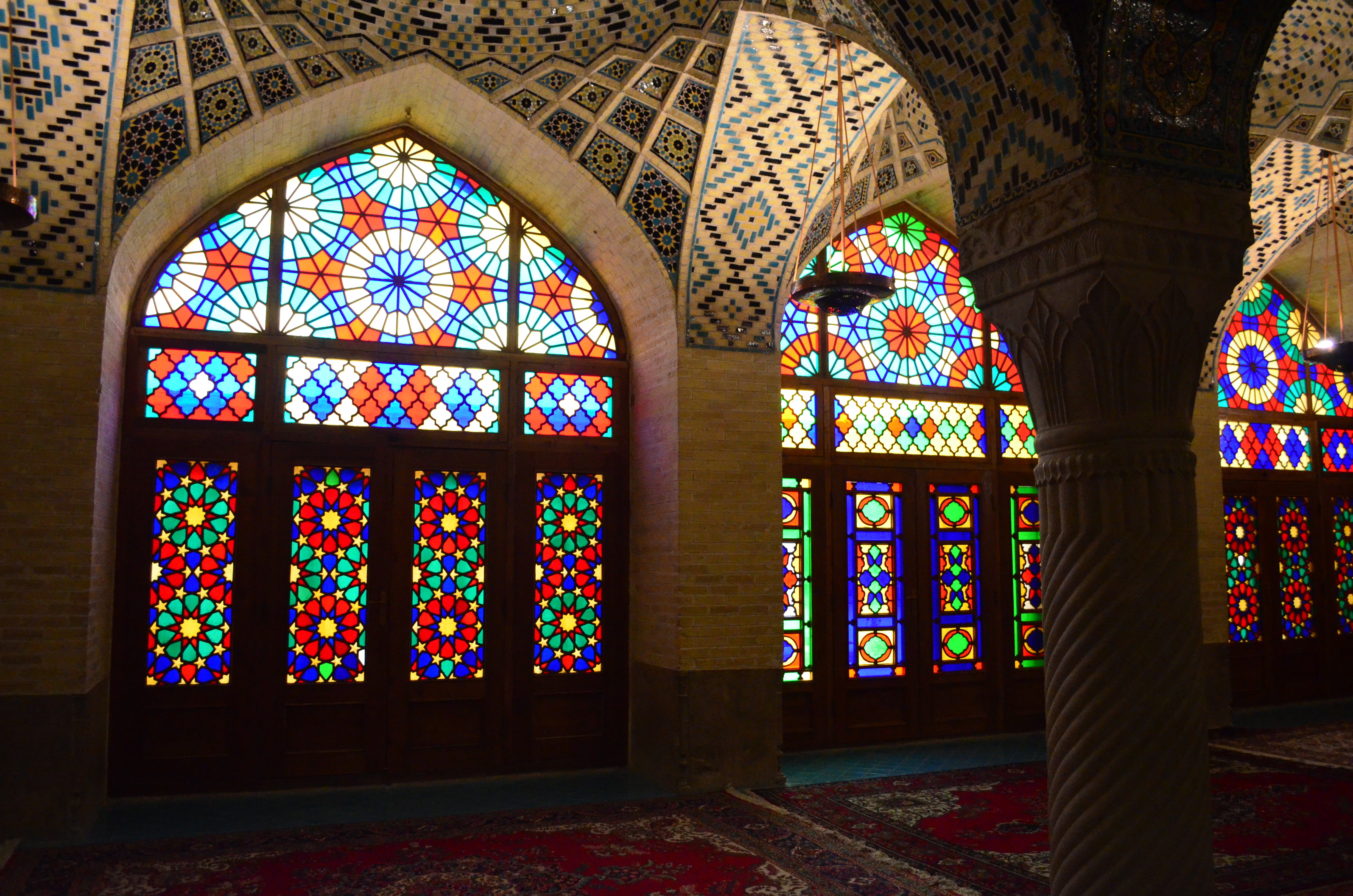
Színezett üvegek a mecsetben
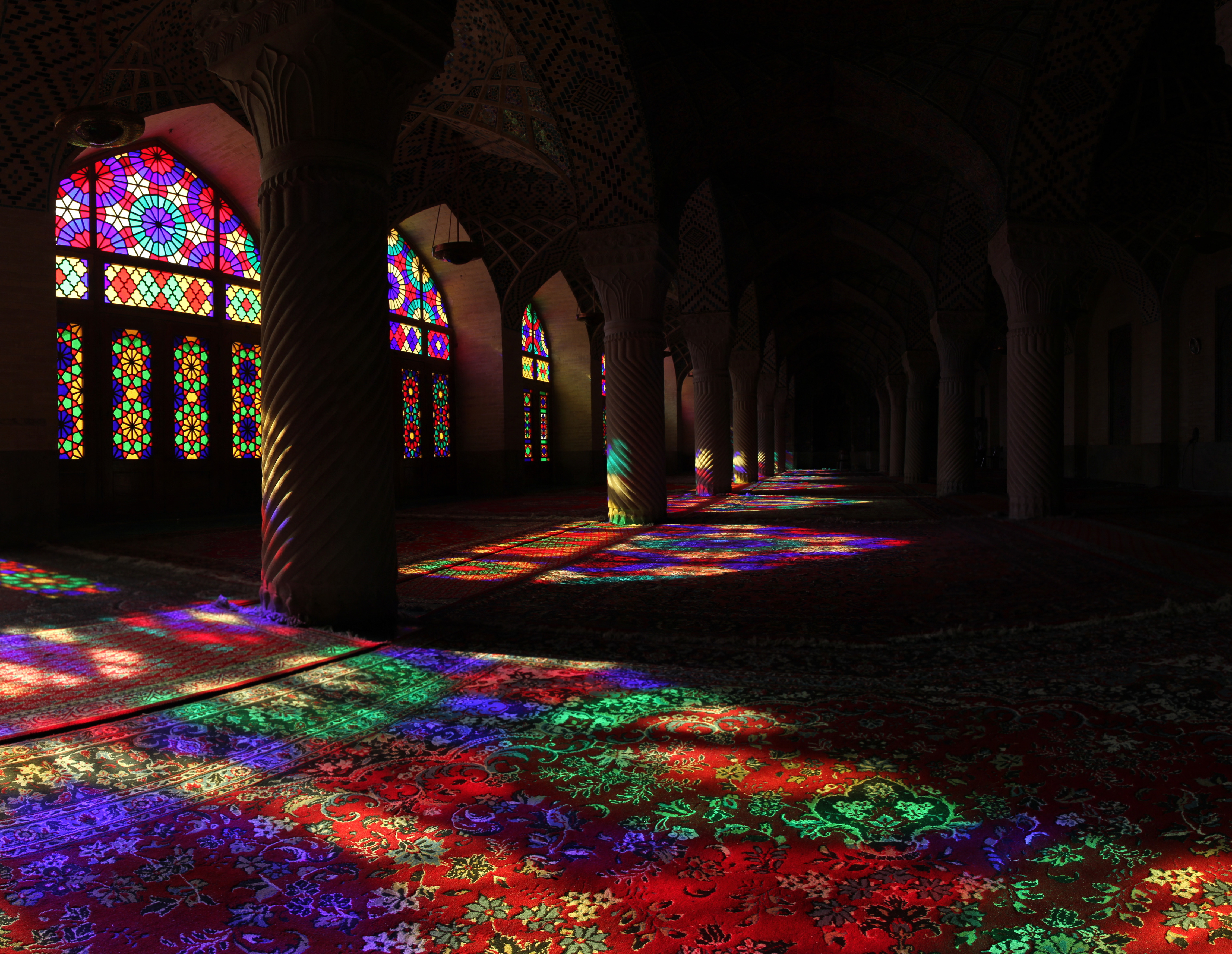
Színezett üvegek
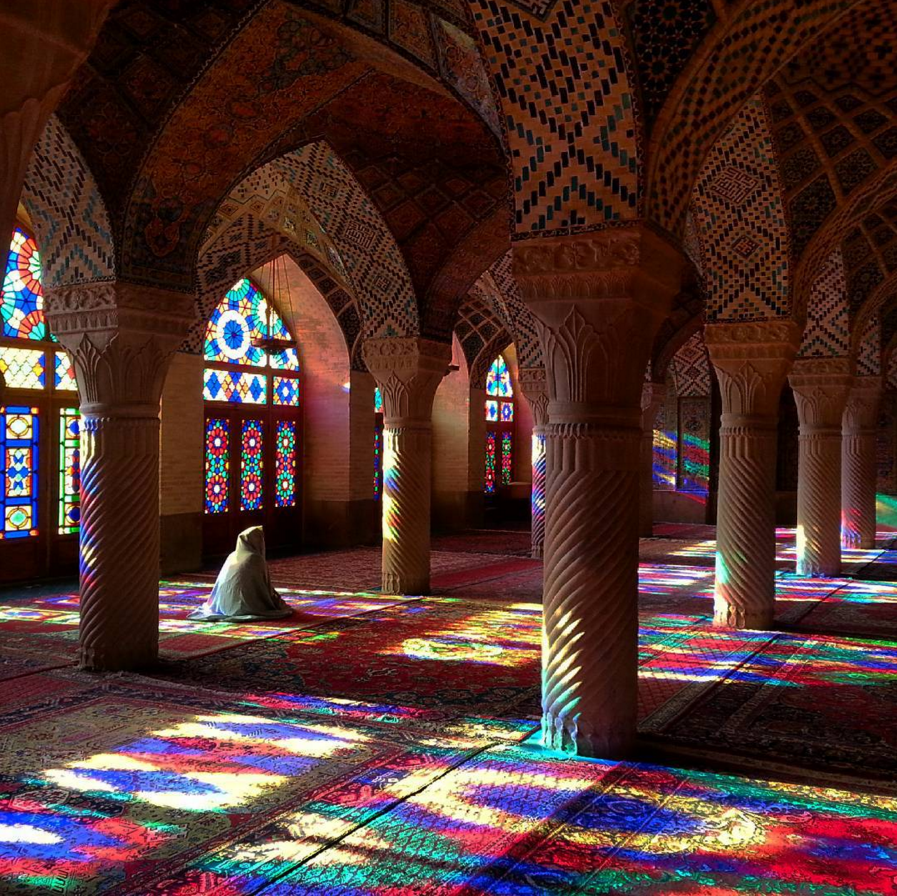
Az imatér
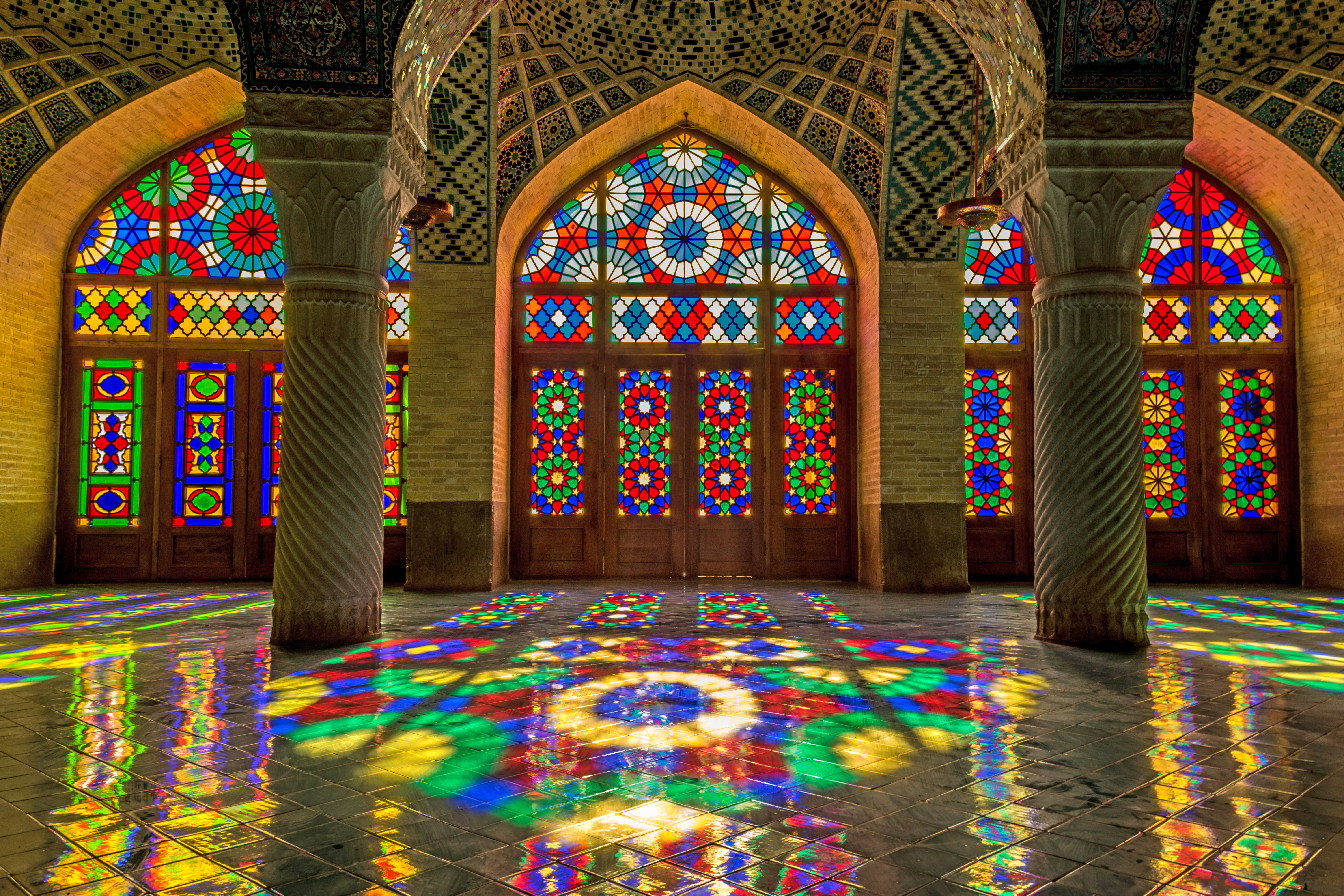
A mecset belső tere

## Fordítás
Ez a szócikk részben vagy egészben  a   Nasir ol Molk Mosque című angol Wikipédia-szócikk ezen változatának fordításán alapul.  Az eredeti cikk szerkesztőit annak laptörténete sorolja fel. Ez a jelzés csupán a megfogalmazás eredetét és a szerzői jogokat jelzi, nem szolgál a cikkben szereplő információk forrásmegjelöléseként.